# Leptomiza dentilineata
Leptomiza dentilineata là một loài bướm đêm trong họ Geometridae.